# Tell Me Why (album Wynonna Judd)
Tell Me Why è il secondo album in studio di Wynonna Judd, pubblicato da Curb Records e MCA Records nel 1993.